# 唐津清州高速道路
唐津清州高速道路（タンジンチョンジュこうそくどうろ、32号線）は、大韓民国忠清南道唐津市から忠清北道清州市まで至る高速道路である。途中の天安JCTから玉山JCTまでの区間は京釜高速道路との重複指定区間になっている。

## 概要
1992年公示された韓国の第3次国土総合開発計画で提示された東西方向の泰安～蔚珍間の高速道路をもとにする路線であり、以降の韓国政府の幹線道路計画である国家道路網総合計画で東西5軸になったため、東西5軸高速道路とも呼ばれる路線である。しかし他の路線に比べ山が多く人口の少ない地域を結ぶため、初めての事業は2013年承認された。
2018年開通した玉山JCT～梧倉JCT間は民間による運営区間となっている。一方、2023年開通した牙山IC～天安JCT間は国による事業区間であり、現在事業中の牙山JCT～牙山IC間も国による事業となっている。なお、天安JCT～玉山JCT間は京釜高速道路との共用区間となっていて、残りの松嶽JCT（仮称・西海岸高速道路接続）～牙山JCT間は2025年現在費用便益比 (B/C)の調査中である。

### 路線データ
- 起点：忠清南道唐津市松嶽面（仮称・松嶽JCT）
  - 開通区間は忠清南道牙山市塩峙邑（牙山IC）から
- 終点：忠清北道清州市清原区梧倉邑（梧倉JCT）
- 全長：33.0 km（重複区間を含まず）
  - 重複区間を含め57.9 km、計画予定71.8 km
- 管理会社
  - 韓国道路公社（牙山IC～天安JCT）
  - 玉山梧倉高速道路（玉山JCT～梧倉JCT、2018年～2018年）
- 制限最高速度 100 km/h
- 制限最低速度 50 km/h
- 車線数：全区間4車線（重複区間を含まず）

## 歴史
- 2013年10月22日 「玉山～梧倉高速道路」事業の民間投資事業実施計画が承認[2]
- 2013年11月5日 高速国道32号牙山清原高速道路の新規指定[3]
- 2015年3月27日 清原郡と清州市の合併により、路線名を牙山清州高速道路に変更[4]
- 2018年1月12日 玉山JCT～梧倉JCT間開通[5]
- 2023年2月10日 起点を唐津市まで延伸し、路線の名称を唐津清州高速道路に変更[6]
- 2023年9月20日 牙山IC～天安JCT間開通[7]

## 道路状況

### 交通量
24時間交通量（台） 交通量統計年報（随時統計）
| 区間                    | 2018年 | 2020年 | 2023年 |
| ----------------------- | ------ | ------ | ------ |
| 牙山IC - 牙山顕忠祠IC   | 未開通 | 未開通 | 11,160 |
| 牙山顕忠祠IC - 西天安IC | 未開通 | 未開通 | 17,265 |
| 西天安IC - 天安JCT      | 未開通 | 未開通 | 21,245 |
|                         |        |        |        |
| 玉山JCT - 西梧倉IC      | 8,089  | 11,105 | 14,095 |
| 西梧倉IC - 梧倉JCT      | 3,998  | 6,130  | 7,727  |

## インターチェンジなど

### 牙山 - 天安
- 全区間忠清南道所在。

| IC 番号                     | 施設名         | 施設名            | 接続路線名                           | 起点 から (km) | 備考           | 所在地         |
| 調査中・事業中              | 調査中・事業中 | 調査中・事業中    | 調査中・事業中                       | 調査中・事業中 | 調査中・事業中 | 調査中・事業中 |
| --------------------------- | -------------- | ----------------- | ------------------------------------ | -------------- | -------------- | -------------- |
| 5                           | 牙山IC         | 아산 나들목       | 国道39号（牙山路）                   | 23.1           |                | 牙山市         |
| 6                           | 牙山顕忠祠IC   | 아산현충사 나들목 | 毛宗路 国道39号（温陽循環路）        | 31.1           |                | 牙山市         |
| 7                           | 西天安IC       | 서천안 나들목     | 地方道629号（広豊路）                | 40.0           |                | 天安市         |
| 8                           | 天安JCT        | 천안 분기점       | 高速国道1号京釜線 高速国道25号湖南線 | 44.1           |                | 天安市         |
| 玉山JCTまで京釜高速道路経由 |                |                   |                                      |                |                |                |

### 玉山 - 梧倉
- 全区間忠清北道清州市所在。

| IC 番号                           | 施設名                      | 施設名                      | 接続路線名                  | 起点 から (km)              | 備考                        |
| 天安JCTまで京釜高速道路経由       | 天安JCTまで京釜高速道路経由 | 天安JCTまで京釜高速道路経由 | 天安JCTまで京釜高速道路経由 | 天安JCTまで京釜高速道路経由 | 天安JCTまで京釜高速道路経由 |
| --------------------------------- | --------------------------- | --------------------------- | --------------------------- | --------------------------- | --------------------------- |
| 1                                 | 玉山JCT                     | 옥산 분기점                 | 高速国道1号京釜線           | 0.0                         |                             |
| 2                                 | 西梧倉IC                    | 서오창 나들목               | 地方道540号（梧倉大路）     | 6.7                         |                             |
| 3                                 | 梧倉JCT                     | 오창 분기점                 | 高速国道35号中部線          | 11.5                        | 河南方面との連絡のみ        |
| 中部高速道路 戸法JCT・河南JCT方面 |                             |                             |                             |                             |                             |